# Intrapersonalna komunikacija
Intrapersonalna komunikacija je vrsta komunikacije koju osoba čini sama sa sobom. 
Dakle, osoba intrapersonalno komunicira kada o nečemu razmišlja, rješava (u glavi) neki problem, pravi plan aktivnosti itd. Kod ovakve vrste komunikacije osoba/subjekt je istovremeno i pošiljatelj i primatelj/recepijent informacije/poruke. Najćešće intrapersonalna komunikacija prethodi skupnoj ili masovnoj komunikaciji, ali i ne mora.